# نيقولاي تسيفيتكوف
نيقولاي تسيفيتكوف (بالروسية: Цветков, Николай Леонидович)‏ هو لاعب كرة قدم روسي في مركز الدفاع، ولد في 1 مارس 1964 في نيجني تاجيل في روسيا. لعب مع أورال يكاترينبورغ.